# Altenburg, Missouri
Altenburg är en ort i Perry County i amerikanska delstaten Missouri. Den betecknas i administrativt hänseende som "city", det vill säga stad, men hade vid folkräkningen 2010 inte fler än 352 invånare. Orten leder sitt ursprung till tyska invandrare, delvis från hertigdömet Sachsen-Altenburg, som 1839 bosatte sig i området. Dessa var konfessionella lutheraner, som motsatte sig den statskyrkliga sammanslagningen av de lutherska och reformerta kyrkorna i Tyskland och de ändringar i gudstjänstordningen som detta medförde. De bildade senare kärnan i  den kyrkligt konservativa lutherska Missourisynoden, som nu är USA:s näst största lutherska samfund med 2,2 miljoner medlemmar.
I Altenburg finns "Concordia Log Cabin College", en timmerbyggnad vars äldsta del från hösten 1839 användes till undervisning på tysk gymnasienivå. Där finns också sedan 2005 ett "Lutheran Heritage Center and Museum" som presenterar den lutherska bosättningen i området, och som har resurser för forskning om denna.